# Taurachtal
Taurachtal är en dal i Österrike.   Den ligger i förbundslandet Salzburg, i den centrala delen av landet, 240 km sydväst om huvudstaden Wien.
I omgivningarna runt Taurachtal växer i huvudsak blandskog. Runt Taurachtal är det glesbefolkat, med 20 invånare per kvadratkilometer.